# Јељењец
Јељењец (слч. Jelenec) насељено је мјесто са административним статусом сеоске општине (слч. obec) у округу Њитра, у Њитранском крају, Словачка Република.

## Становништво
| Година:    | 1994. | 2004.   | 2014.   | 2024.   |
| ---------- | ----- | ------- | ------- | ------- |
| Број људи: | 1919  | 1984    | 2064    | 2104    |
| Разлика:   |       | +3,38 % | +4,03 % | +1,93 % |

| Година:    | 2023. | 2024.   |
| ---------- | ----- | ------- |
| Број људи: | 2116  | 2104    |
| Разлика:   |       | -0,56 % |

Према подацима о броју становника из 2011. године насеље је имало 2.037 становника.